# Alice Lo Cascio
Pour les articles homonymes, voir Cascio.
Alice Lo Cascio est une joueuse italienne de volley-ball née le 2 octobre 1988 à Pise. Elle mesure 1,85 m et joue au poste de réceptionneuse-attaquante.

## Clubs
| Club                  | Pays   | De        | À         |
| --------------------- | ------ | --------- | --------- |
| Polisportiva Riotorto | Italie | 2003-2004 | 2003-2004 |
| Club Italia           | Italie | 2004-2005 | 2005-2006 |
| Gaiga Volley Verona   | Italie | 2006-2007 | 2006-2007 |
| Volley Pool Pieve     | Italie | 2007-2008 | 2008-2009 |
| Infotel Forlì         | Italie | 2009-2010 | 2009-2010 |
| Cogemal Pontecagnano  | Italie | 2010-2011 | 2010-2011 |
| Volley San Vito       | Italie | 2011-2012 | 2011-2012 |
| Casciavola Volley     | Italie | 2012-2013 | 2012-2013 |
| Todi Volley           | Italie | 2013-2014 | …         |